# Morti nel 1486
| Questa pagina contiene informazioni ricavate automaticamente dalle voci biografiche con l'ausilio del template Bio e di un bot. L'aggiornamento è periodico e automatico e ricostruisce completamente la pagina. Se manca una persona in questa lista, sei pregato di non aggiungerla, ma accertati piuttosto che la sua voce biografica contenga il template Bio e che i dati anagrafici siano correttamente compilati. Se il template Bio manca, inseriscilo tu stesso o, in alternativa, metti l'avviso {{tmp\|Bio}} che ne segnala la mancanza. Se i dati riportati sono sbagliati, correggi direttamente la voce biografica; le modifiche saranno visibili in questa lista entro pochi giorni. Per chiarimenti vedi il progetto biografie. La lista contiene solo le 41 persone che sono citate nell'enciclopedia e per le quali è stato implementato correttamente il template Bio. Pagina aggiornata al 10 ago 2025. |

- 6 gennaio - Niccolò Vitelli, condottiero italiano (n. 1414)
- 30 gennaio - Giacomo di Savoia-Romont, conte (n. 1450)
- 12 febbraio - Margherita d'Austria, nobile austriaca (n. 1416)
- 16 febbraio - Ulrico III di Graben, nobile e militare austriaco (n. 1415)
- 11 marzo - Alberto III di Brandeburgo, militare (n. 1414)
- 30 marzo - Thomas Bourchier, arcivescovo cattolico e cardinale inglese (n. 1412)
- 15 maggio - Margherita di Foix, nobile francese
- 14 giugno - Margherita di Danimarca, danese (n. 1456)
- 18 giugno - Giovanni Raimondo Folch III de Cardona, generale spagnolo (n. 1418)
- 26 luglio - Camilla Gentili, beata italiana
- 3 agosto - Asakura Ujikage, militare giapponese (n. 1449)
- 14 agosto - Marco Barbarigo, doge (n. 1413)
- 18 agosto - Pallavicino Pallavicini, condottiero e politico italiano (n. 1426)
- 25 agosto - Ōta Dōkan, militare, poeta e monaco buddista giapponese (n. 1432)
- 26 agosto - Ernesto di Sassonia, principe tedesco (n. 1441)
- 2 settembre - Guy XIV de Laval, militare francese (n. 1406)
- 21 settembre - Giovanni Hinderbach, vescovo cattolico tedesco (n. 1418)
- 27 settembre - Gabriele Rangone, cardinale e arcivescovo cattolico italiano (n. 1410)
- 26 ottobre - Francesco d'Aragona, principe italiano (n. 1461)
- 10 dicembre - Abū l-Hasan ibn ʿAlī al-Qalaṣādī, matematico e giurista arabo (n. 1412)
- 29 dicembre - André de Lohéac, militare francese (n. 1408)
- Giovanni Boccati, pittore italiano
- Luigi I di Montpensier, nobile
- Giovanni Matteo Bottigella, umanista italiano (n. 1410)
- Diogo Cão, esploratore portoghese (n. 1450)
- Agostino Fregoso, condottiero italiano (n. 1442)
- Nicolas Froment, pittore francese
- Bartolomeo Giolfino, scultore italiano
- Gregorio V di Alessandria, arcivescovo ortodosso egiziano
- Paride Lodron, conte italiano (n. 1435)
- Carlo III Malatesta, nobile e condottiero italiano
- Giovanni Antonio Petrucci, politico italiano (n. 1456)
- Lo Scheggia, pittore italiano (n. 1406)
- Simeone I di Costantinopoli, arcivescovo ortodosso greco
- Sittişah Hatun, principessa ottomana (n. 1430)
- Tízoc, sovrano azteco (n. 1436)
- Francesco Maria Torelli, nobile italiano
- Philibert de Chandée, primo Conte di Bath, mercenario francese
- Cristoforo de Predis, miniaturista italiano (n. 1440)
- Giacomo Antonio della Torre, vescovo cattolico italiano
- Ventura di Moro, pittore italiano